# Нестеренко, Игнатий Гаврилович
Игнатий Гаврилович Нестеренко (3 января 1900, сл. Вьюное, Полтавская губерния,  Российская империя — 26 сентября 1969, Москва,  СССР) — советский военачальник, полковник (1940).

## Биография
Родился 3 января 1900 года в слободе Вьюное, ныне в черте города Ромны, Сумской области Украины.

### Военная служба

#### Гражданская война
В  мае 1919 года был призван в армию адмирала А. В. Колчака и зачислен в 5-й пехотный полк в городе Семипалатинск. В его составе проходил службу сначала рядовым, затем ротным писарем. В боях против частей РККА не участвовал. В ноябре в числе солдат полка присоединился к восставшим рабочим и в составе одного из отрядов участвовал в захвате местной тюрьмы и в ее охране. 19 ноября там же добровольно вступил в формирующийся 1-й революционный Семипалатинский полк. Красноармейцем и старшиной команды конных разведчиков этого полка принимал участие в боях против войск Семиреченской армии атамана Б. В. Анненкова, преследовал белоказаков от Семипалатинска до города Кокпеты. В начале марта 1920 года направлен на 3-е пехотные Сибирские командные курсы. В июле — августе в их составе отделенным командиром участвовал в подавлении кулацких восстаний в Змеиногорском уезде на Алтае, был ранен. В сентябре 1920 года окончил курсы и назначен во 2-й полк 2-й добровольческой Сибирской бригады (влита затем в 3-ю Крымскую стрелковую дивизию). Командиром взвода и помощником командира роты 2-го добровольческого Сибирского полка сражался с белогвардейскими войсками генерала П. Н. Врангеля в Крыму. С 8 марта по 15 апреля 1921 года в должности начальника конно-пешей разведки полка участвовал в ликвидации вооруженных формирований Н. И. Махно в районах Джанкой, Серогозы, Мелитополь. Член ВКП(б) с 1920 года. В апреле 1921 года, при переименовании полка в 19-й Сибирский стрелковый,  Нестеренко назначен в нем командиром роты. С февраля 1922 года командовал ротой дивизионной школы 3-й Казанской стрелковой дивизии  в городе Симферополь. 

#### Межвоенные годы
С октября 1922 года командовал взводом частей особого назначения (ЧОН) в городе Павлодар. С декабря 1922 года по октябрь 1923 года учился в 18-й пехотной Оренбургской командной школе, затем был переведен в 25-ю Томскую пехотную школу. После ее окончания 15 ноября 1924 года выпущен в звании «командир РККА» и назначен в 18-ю Оренбургскую объединенную школу комсостава, где исполнял должность курсового командира и помощника командира роты. В сентябре 1926 года зачислен слушателем в Военную академию РККА им. М. В. Фрунзе, с июня 1929 года стажировался в 300-м стрелковом полку 100-й стрелковой дивизии и в штабе 8-го стрелкового корпуса в должности командира роты. В марте 1930 года назначен начальником штаба 1-го понтонного полка УВО в городе Киев, с марта 1931 года вступил в командование этим полком. С ноября 1933 года исполнял должность начальника штаба 2-й отдельной бригады дорожностроительных войск ЦУДОРТРАНСа в городе Хабаровск. В октябре 1936 года, в связи с расформированием бригады, назначен начальником учебного отдела и пом. начальника по учебно-строевой части Ульяновской школы особой техники. С мая 1938 года был преподавателем тактики в Воронежском военном училище связи, с июня 1939 года — преподавателем курсов усовершенствования офицеров войск связи РККА в городе Муром.

#### Великая Отечественная война
В  июле 1941 года полковник  Нестеренко был назначен командиром батальона курсантов Муромского военного училища связи, с марта 1943 года исполнял должность начальника военно-тактического цикла курсов усовершенствования комсостава связи РККА. 
С 7 мая 1943 года переведен заместителем начальника штаба по ВПУ 6-й армии Юго-Западного фронта. В июне назначен заместителем командира 152-й стрелковой дивизии, которая занимала оборону по реке Северский Донец. С 8 августа она вошла в подчинение 1-й гвардейской армии и участвовала в Донбасской наступательной операции и битве за Днепр. С 20 октября дивизия была передана 46-й армии 3-го Украинского фронта и успешно действовала в Днепропетровской наступательной операции. За отличия в боях при освобождении Днепропетровска приказом ВГК от 25 октября 1943 года ей было присвоено почетное наименование «Днепропетровская», а за успешное форсирование реки Днепр, прочное закрепление и расширение плацдарма на западном ее берегу она награждена орденом Красного Знамени (01.11.1943). В начале декабря дивизия была выведена в резерв фронта и после пополнения передана 8-й гвардейской армии. С февраля 1944 года в ее составе принимала участие в Никопольско-Криворожской, Березнеговато-Снигирёвской и Одесской наступательных операциях. Приказом по войскам 3-го Украинского фронта от 2 мая 1944 года полковник  Нестеренко был награжден орденом Красного Знамени. В начале апреля дивизия была передана 28-й армии и вместе с ней выведена в резерв Ставки ВГК. В конце мая она в составе армии была направлена на 1-й Белорусский фронт. С 23 июня 1944 года ее части участвовали в Белорусской, Минской наступательных операциях. 
С 13 июля 1944 года полковник  Нестеренко вступил в командование 20-й стрелковой дивизией. Ее части отличились в Люблин-Брестской наступательной операции. Приказом ВГК от 27  июля 1944 года дивизии, отличившейся при освобождении города Барановичи, было присвоено наименование «Барановичская», а за образцовое выполнение заданий командования в боях при форсировании реки  Щара и овладении городом Слоним она награждена орденом Суворова 2-й ст. (25.7.1944). Командир дивизии полковник  Нестеренко приказом по войскам 1-го Белорусского фронта от 23.07.1944 за эти бои был награжден орденом Красного Знамени. В последующем ее части до середины сентября вели бои на территории Польши. В сентябре дивизия была выведена в резерв Ставки ВГК и в составе той же 28-й армии передислоцирована на 3-й Белорусский фронт в Восточную Пруссию. С 23 октября 1944 года принимала участие в Гумбиненской наступательной операции. В результате тяжелых боев ее части понесли большие потери и в конце октября перешли к обороне. С 16 января 1945 года дивизия под его командованием принимала участие в Восточно-Прусской и Инстербургско-Кёнигсбергской наступательных операциях. 29 января 1945 года полковник  Нестеренко был отстранен от командования дивизией «как не справившийся» и зачислен в распоряжение Военного совета 3-го Белорусского фронта. С марта состоял в распоряжении ГУК НКО, затем в апреле зачислен слушателем Высшей военной академии им. К. Е. Ворошилова (ускоренный курс).
За время войны комдив Нестеренко  был  два  раза персонально упомянут в благодарственных в приказах Верховного Главнокомандующего.

#### Послевоенное время
В январе 1946 года окончил академию и был назначен старшим преподавателем кафедры общей тактики Военной академии им. М. В. Фрунзе. С октября 1946 года по ноябрь 1949 года исполнял должность старшего преподавателя по оперативно-тактической подготовке, он же тактический руководитель учебной группы курсов усовершенствования командиров стрелковых дивизий при академии. Затем вновь переведен старшим преподавателем на кафедру тактики (с июля 1951 г. — кафедра тактики высших соединений). 12 декабря 1955 года полковник Нестеренко уволен в запас по болезни.
Скончался  26 сентября 1969 года. Похоронен в Москве на Введенском кладбище.

## Награды
- орден Ленина (30.04.1945)[7][8]
- четыре ордена Красного Знамени (02.05.1944[9], 23.07.1944[10],   03.11.1944[11][8], 15.11.1950[8])
- орден Отечественной войны I степени (24.12.1943)[12]
  - медали в том числе:
  - «За победу над Германией в Великой Отечественной войне 1941—1945 гг.» (23.06.1945)[13]

Приказы (благодарности) Верховного Главнокомандующего в которых отмечен И. Г. Нестеренко.
- За овладение областным центром Белоруссии городом и крепостью Брест (Брест-Литовск) — оперативно важным железнодорожным узлом и мощным укрепленным районом обороны немцев на варшавском направлении. 28 июля 1944 года. № 157.
- За овладение штурмом в Восточной Пруссии городом Гумбиннен — важным узлом коммуникаций и сильным опорным пунктом обороны немцев на кёнигсбергском направлении. 21 января 1945 года. № 238.